# Тер Хар, Отто
Отто Баудевейн тер Хар (нидерл. Otto Boudewijn ter Haar, 9 августа 1943, Хилверсюм, Нидерланды — 29 сентября 2016, Ларен, Нидерланды) — нидерландский хоккеист (хоккей на траве), нападающий.

## Биография
Отто тер Хар родился 9 августа 1943 года в нидерландском городе Хилверсюм.
Играл в хоккей на траве за «Хилверсюмсе».
В 1968 году вошёл в состав сборной Нидерландов по хоккею на траве на Олимпийских играх в Мехико, занявшей 5-е место. Играл на позиции нападающего, провёл 6 матчей, забил 1 мяч в ворота сборной Новой Зеландии.
В 1960-е годы провёл за сборную Нидерландов 24 матча.
Руководил консультационным агентством.
Умер 29 сентября 2016 года в нидерландском городе Ларен.

## Семья
В 1967—1991 годах был женат на баронессе Эльзе Генриетте ван Слингеландт (1944—2017), у них было трое детей.